# CS Sfaxien
CS Sfaxien (franska: Club sportif sfaxien, ofta förkortat CSS, arabiska: النادي الرياضي الصفاقسي) är en sportklubb från Sfax, Tunisien. Klubben bildades officiellt 28 maj 1928, även om tidigare verksamhet förekommit från 1912. Den har verksamhet inom bland annat fotboll, basket och volleyboll, inom vilka den har varit framgångsrik. 
Herrlaget i fotboll har på nationell nivå blivit tunisiska mästare 8 gånger och vunnit tunisiska cupen 6 gånger. Internationellt har de vunnit CAF Cup en gång, CAF Confederation Cup tre gånger, Arab Club Champions Cup två gånger och nordafrikanska cupvinnarcupen en gång. I volleyboll har herrlaget blivit tunisiska mästare 11 gånger och vunnit tunisiska cupen 12 gånger. Internationellt har de vunnit Men's African Club Championship sex gånger och arabiska klubbmästerskapet sju gånger. Damlaget har blivit tunisiska mästare 8 gånger och vunnit tunisiska cupen 9 gånger. Internationellt har de nått final i Women's African Club Championship en gång och vunnit arabiska klubbmästerskapet sju gånger. Damlaget i basket har blivit tunisiska mästare 19 gånger och vunnit tunisiska cupen 6 gånger. Internationellt har de vunnit arabiska klubbmästerskapet två gånger.